# Prionus besikanus
Prionus besikanus  (лат.) — вид жуков-усачей из подсемейства прионин. Распространён на восточном Средиземноморье от Балкан до Турции, Крита, Кипра и Ближнего Востока (Сирия, Израиль, Египет). Кормовыми растениями личинок являются Acacia mollissima, Ligustrum ovalifolium, Quercus ithaburensis.